# Utagawa Yoshitora
Yoshitora Utagawa  (歌川 芳虎?) (Edo, ... – ...; fl. XIX secolo) è stato un pittore e disegnatore giapponese.
Allievo di Utagawa Kuniyoshi, è attivo dal 1836 al 1882.

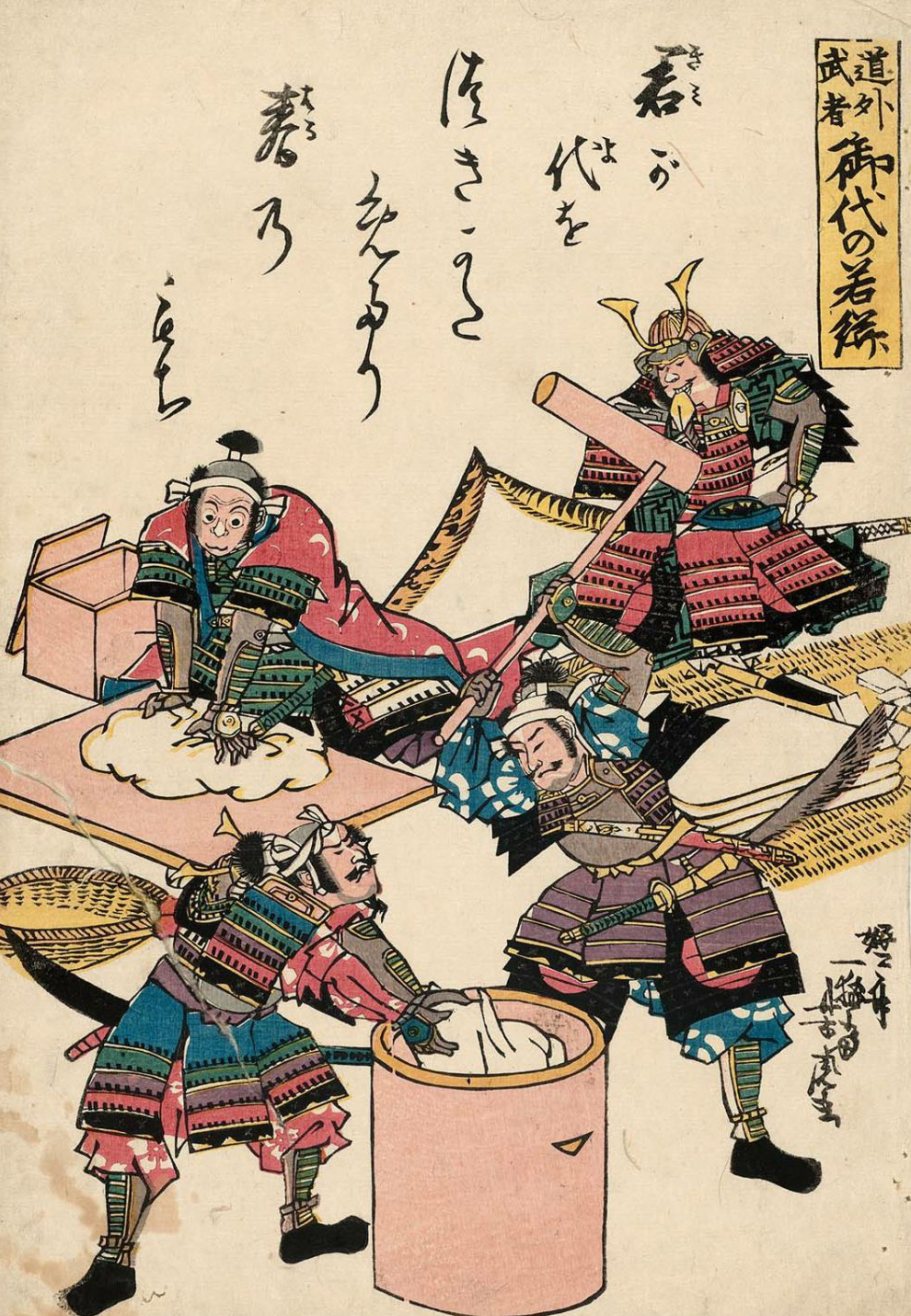
Miyo no wakamochi

Nel 1849 produce una stampa satirica dal titolo Dōke musha: Miyo no wakamochi che raffigura Oda Nobunaga, Akechi Mitsuhide e Toyotomi Hideyoshi intenti a realizzare mochi per lo shōgun Tokugawa Ieyasu. Per questo motivo viene condannato a 50 giorni di prigionia e in seguito espulso dallo studio del maestro.